# Ratusz w Pakości
Ratusz w Pakości – pakoski ratusz został wybudowany w 1907 roku w stylu eklektycznym. Obecnie budynek jest siedzibą Urząd Miasta i Gminy.

## Historia
Pierwszy, drewniany ratusz w Pakości został zbudowany wkrótce po nadaniu praw miejskich w drugiej połowie XIV wieku. Obecną siedzibę władz miejskich wzniesiono w 1907 roku.

Decyzją wojewódzkiego konserwatora zabytków z dnia 21 stycznia 1994 roku ratusz został wpisany do rejestru zabytków.

## Architektura
Ratusz w Pakości jest dwukondygnacyjnym, eklektycznym budynkiem, wzniesionym na planie prostokąta i położonym w północnej pierzei rynku. Fasada jest pokryta bogatą w zdobienia dekoracją. Główne wejście jest pośrodku elewacji, prowadzą do niego dwubiegowe schody z kamienną balustradą. Ponad wejściem widnieje taras, wsparty na dwóch masywnych ceglanych arkadach. Ponad tarasem jest trójkątne, zębate zwieńczenie z tarczą zegarową i napisem "Ratusz". W lewej części fasady jest zdobiony dekoracjami ryzalit, zakończony schodkowym szczytem zakończonym secesyjną metalową chorągiewką. W prawym narożniku fasady widnieje ośmioboczna wieżyczka, nakryta ostrosłupowym hełmem zwieńczonym iglicą z chorągiewką.

Obecnie budynek jest siedzibą Urząd Miasta i Gminy w Pakości.